# Jason Thirsk
Jason Matthew Thirsk (25 décembre 1967 – 29 juillet 1996) fut le bassiste du groupe punk américain Pennywise. Souffrant d'alcoolisme et de dépression, il se donne la mort le 29 juillet 1996 par arme à feu. 
La chanson Bro Hymn qui figure sur le premier album du groupe est écrite par Thirsk. Après sa mort Pennywise a réenregistré Bro Hymn, en changeant la ligne 'Canton, Colvin, Nichols this one's for you' en 'Jason Matthew Thirsk this one's for you' en son hommage. Cette reprise figure sur l'album de 1997 'Full Circle' sous le titre Bro Hymn Tribute. Canton, Colvin et Nichols étant des amis de Thirsk décédés avant lui. La chanson est l'un des plus grands succès de Pennywise.

## Discographie avec Pennywise
- A Word From the Wise (1989, EP)
- Wildcard (1989, EP)
- Pennywise (1991)
- A Word from the Wise/Wildcard (1992)
- Unknown Road (1993)
- About Time (1995)
- Full Circle (1997, chanson dédicacée)
- No Heroes (1996) Humble Gods (dernier enregistrement fait par Jason Thirsk).